# ラウスの定理

幾何学におけるラウスの定理（ラウスのていり）とは、三角形とその内部に作られた三角形との比を決定する定理である。
この定理はエドワード・ラウスが1896年に書いた Treatise on Analytical Statics with Numerous Examples の82ページに登場する。

## 定理

三角形 ABC の BC 上に D を、CA 上に E を、AB 上に F をとる。
{\displaystyle {\tfrac {CD}{BD}}=x}, {\displaystyle {\tfrac {AE}{CE}}=y}, {\displaystyle {\tfrac {BF}{AF}}=z} としたとき、三角形 ABC の面積に対する AD, BE, CF の3本の線で囲まれる三角形の面積は以下の式で表される。
{\displaystyle {\frac {(xyz-1)^{2}}{(xy+y+1)(yz+z+1)(zx+x+1)}}.}
一例として、x = y = z = 2 のときには元の面積の1/7の三角形(en)が作られる。xyz = 1 のときはこの式は0となるが、これはチェバの定理の逆が成り立つため3線が1点に集まるからである。

## 証明
三角形 ABC の面積を 1 とする。三角形 ABD と直線 FRC に対しメネラウスの定理を適用すると以下の式が得られる。
{\displaystyle {\frac {AF}{FB}}\times {\frac {BC}{CD}}\times {\frac {DR}{RA}}=1}
これを変形する。
{\displaystyle {\frac {DR}{RA}}={\frac {BF}{FA}}{\frac {DC}{CB}}={\frac {zx}{x+1}}}
三角形 ARC の面積は以下のように求まる。
{\displaystyle S_{ARC}={\frac {AR}{AD}}S_{ADC}={\frac {AR}{AD}}{\frac {DC}{BC}}S_{ABC}={\frac {x}{zx+x+1}}}
同様に {\displaystyle S_{BPA}={\frac {y}{xy+y+1}}}、{\displaystyle S_{CQB}={\frac {z}{yz+z+1}}} が得られる。
以上から三角形 PQR の面積は以下のように求められる。
{\displaystyle \displaystyle S_{PQR}=S_{ABC}-S_{ARC}-S_{BPA}-S_{CQB}}
{\displaystyle =1-{\frac {x}{zx+x+1}}-{\frac {y}{xy+y+1}}-{\frac {z}{yz+z+1}}}
{\displaystyle ={\frac {(xyz-1)^{2}}{(xz+x+1)(yx+y+1)(zy+z+1)}}.}